# Імелінек
Імелінек (пол. Imielinek) — село в Польщі, у гміні Нові Острови Кутновського повіту Лодзинського воєводства.
Населення — 139 осіб (2011).
У 1975-1998 роках село належало до Плоцького воєводства.

## Демографія
Демографічна структура станом на 31 березня 2011 року:
|          | Загалом | Допрацездатний вік | Працездатний вік | Постпрацездатний вік |
| -------- | ------- | ------------------ | ---------------- | -------------------- |
| Чоловіки | 62      | 7                  | 43               | 12                   |
| Жінки    | 77      | 14                 | 29               | 34                   |
| Разом    | 139     | 21                 | 72               | 46                   |